# Katherine Brand
Katherine Brand (* 20. April 1987 in Maisach als Katherine Jungbauer) ist eine deutsche Schauspielerin. Zwischenzeitlich arbeitete sie unter dem Namen Clara-Maria Graf.
Bekannt wurde sie durch ihre Rolle als Pia Busch in Marienhof. Sie spielte im Schultheater sowie in einem Kurzfilm im Rahmen eines Schulfilmprojektes. Außerdem wirkte sie in einer Theateraufführung des Orpheus-Ensembles München im Gasteig mit. Sie sang vier Jahre in der Mädchenkantorei des Münchener Domchores.

## Filmografie (Auswahl)
- 2011 Die Rosenheim-Cops  (Episode 11x09 Krons letzte Reise)
- 2000 Verkehrsgericht
- 2001: Flügelfisch (Kurzfilm)
- 2002 Ich lass mich scheiden (Episode 1x04 Kuckuckskind)
- 2004–2008: Marienhof